# Thaingkhiang Taung
Der Thaingkhiang Taung ist ein Berg in Bangladesch.

## Lage
Der Gipfel des Bergs liegt im Südosten Bangladeschs im Nordwesten der Upazila Thanchi in dem zu den Chittagong Hill Tracts der Division Chittagong gehörenden Distrikt Bandarban in den Mizo Hills, einer Hügelkette, die einen südlichen Ausläufer des Himalaya bildet, etwa 25 Kilometer westlich der Grenze zu Myanmar.

## Höhe
ACME Mapper gibt die Höhe des Berges mit 900 Meter an. Damit zählt der Thaingkhiang Taungzu den höchsten Erhebungen Bangladeschs. Ferner ist er der am weitesten im Westen gelegene Berg in Bangladesch mit einer Höhe von 900 Meter oder mehr.
Der nächstgelegene Berg, der höher ist als der Thaingkhiang Taung, ist der etwa 17 Kilometer nordöstlich gelegene Kapital Hill (933 m).